# Saison 1 de Big Mouth
 (décembre 2023).
Si vous disposez d'ouvrages ou d'articles de référence ou si vous connaissez des sites web de qualité traitant du thème abordé ici, merci de compléter l'article en donnant les références utiles à sa vérifiabilité et en les liant à la section « Notes et références ».
Chronologie
Saison 2
Cet article présente les dix épisodes de la saison 1 de la série animée Big Mouth.

## Liste des épisodes

### Épisode 1:Éjaculation
Alors qu’ils visionnent un film en classe de biologie sur la reproduction humaine, Andrew est complètement excité par le programme et reçoit la visite de Maurice, son Hormon Monster qui symbolise sa jeune sexualité frénétique et qui apparait aux moments les plus inopportuns. Pour se calmer, Andrew quitte la classe sous un faux motif pour aller se masturber aux toilettes.
Andy est chez son ami Nick et partage le repas familial où les parents du jeune garçon finissent par embarrasser leur fils cadet à force de remarques mièvres et inappropriées. Dans la chambre de Nick, Andy se demande s’il fait bien d’aller au prochain bal de l’école car il n’a pas encore osé inviter une fille. Nick, qui n’a pas encore commencé sa puberté à son grand dam, rappelle à son ami qu’ils y vont en groupe avec Jessie et Jay.
Après qu’il a pris sa douche, Andrew est surpris par Nick qui voit par accident son pubis déjà velu, ce qui contrarie le garçon qui est en retard sur ce point. Plus tard dans la nuit, Andrew est excité et incité par son Hormon Monster à se masturber près de son ami endormi.
Le lendemain, les parents de Nick sont surpris de voir Andrew partir plus tôt que prévu : Nick lui a menti en disant avoir des obligations familiales imprévues pour le faire partir de façon anticipée. Le garçon est en effet inquiet au sujet de sa puberté qui n’arrive pas et cela l’ennuie que son ami en soit déjà à un stade avancé. De retour chez lui, Andrew subit un cours de mise en place de préservatif assez gênant pour lui.
Nick, lui est victime d’hallucinations dans le vestiaire du collège qui lui fait voir ses camarades de classe comme autant de pénis géants et il rejette Andy accidentellement quand ce dernier s’approche de trop près.
Le soir, Andy parle de l’événement avec Maurice et pense que Nick l’a vu en train de se toucher.
De son côté, Nick se rend dans le grenier de sa maison où réside le fantôme de Duke Ellington depuis son décès. Il lui confie son trouble d’avoir un plus petit sexe que celui de son ami. Duke l’incite à se trouver une copine pour le bal afin de lutter contre son complexe d’infériorité.
Nick prend son courage à deux mains et invite Olivia, qui est deux classes au-dessus de lui. Guère intelligente, la jeune fille accepte au grand dam d’Andy et de ses amis qui se sentent lâchés par Nick. Poussé par son Hormon Monster, Andy insulte Nick et part fâché.
Lors du bal, Andy fait de son mieux pour ignorer Nick qui a des remords quant à son comportement envers lui. Surtout qu’Olivia l’a remplacé par un élève plus âgé sans l’en avertir. Andy veut aller consoler son ami mais son amie Missy l’invite à une danse à ce moment-là. Maurice le pousse à accepter. Nick, lui, s’isole dans un couloir pour déprimer et Jessie l’y retrouve pour parler. Andrew est de plus en plus excité par la danse et finit par jouir dans son pantalon. Jessie essaye de conforter Nick et finit par embrasser le garçon sur sa bouche. Nick rejoint Andy aux WC, ce dernier essayant de laver son pantalon avant de le faire tomber dans la cuvette. Voyant son ami embarrassé, Nick lui offre son pantalon pour la suite de la soirée et est surpris d’apprendre que son baiser avec Jessie fait déjà l’objet de ragots.

### Épisode 2:Laisse couler
Pendant que Nick et Andrew devisent de la signification d’une vidéo envoyée par Jessie, cette dernière se sens étrange et mal à l’aise malgré le soutien de sa mère.
Avant de partir pour un voyage scolaire à la statue de la Liberté, Nick et Jessie se revoient, ne sachant pas trop quel sérieux donner à leur premier baiser. Poussés par leurs amis à se déclarer, Nick et Jessie tombent d’accord pour dire qu’ils sont en couple. Maurice pousse Andy à s’asseoir près de Missy mais Andy tarde trop et doit faire le voyage avec Steve, le professeur de sport incompétent, abruti et bavard.
Durant le voyage, Jesse doute de ses sentiments envers Nick. Andrew est toujours énervé de se voir poser des lapins par ses amis. Jay, lui, se fait enlever par des gardes après qu’il a déclaré vouloir faire disparaitre la statue de la Liberté pour imiter un de ses tours de magie favori. Nick se renseigne pour connaitre ses obligations en tant que petit ami et la perspective de cela l’effraie un peu. Andrew se rend compte que Jesse a ses premières règles quand son short blanc se retrouve taché accidentellement. Isolée aux WC, Jesse envoie Andrew trouver de quoi lui sauver la mise mais il revient avec une serviette de plage commémorant le 11 septembre 2001. 
Jay, lui, se retrouve dans une cave ou des suspects de terrorisme sont enfermés en secret. Nick surprend Andrew et Jessie qui s’enlacent, ignorant les problèmes de la jeune fille. Nick fait une crise de jalousie et Andy révèle que Jesse a eu ses règles pour s’en sortir. Jay est libéré après avoir impressionné les gardes avec ses tours de magie. De retour au collège, Jessie n’en veut plus à Nick mais elle est toujours énervée à cause de son problème. Andrew et Nick comprennent que la venue de ses règles va sans doute faire changer Jesse. 

### Épisode 3:Probablement gay
Alors qu’ils regardent une bande annonce très suggestive, Andrew offre à Nick d’aller voir le film ensemble mais son ami lui dit qu’il doit le faire avec Jessie, ce que Andrew comprend. En revoyant la bande annonce le soir, Andy a une érection qu’il tente de justifier face à Maurice. Ce dernier lui fait passer un gay test qui se révèle positif selon lui.
Le rendez-vous amoureux entre Nick et Jessie ne se passe pas très bien, les deux n’ayant presque rien à se dire en fait. Aux toilettes, Connie fait admettre à Jessie qu’elle apprécie Nick plus comme un ami que pour autre chose. À la sortie, Jessie propose à Nick de rester amis. Nick acquiesce, ignorant la vraie signification de sa demande. Ce n’est que le lendemain qu'il réalise qu’il s’est fait plaquer.
Andrew demande à Matt, le seul élève gay qu’il connaisse, comment il a su qu’il était homo. Matt en conclu rapidement la vraie raison de sa demande avant d’aller animer sa matinale ou Nick prétend avoir rompu avec Jessie, ce qui met la jeune fille en colère. Andy lui veut savoir s’il est vraiment gay mais en tentant de visionner une vidéo porno gay, il ne fait que contaminer les ordinateurs de la maison avec un virus.
Le lendemain, Jessie, furieuse, dit ses 4 vérités à Nick et l’humilie publiquement. Jay propose de répandre de fausses rumeurs sur elle afin de répliquer comme de prétendre qu’elle est lesbienne. Nick refuse car il craint d’être présenté comme gay à son tour en représailles. Andy va voir Duke pour chercher conseil. Ce dernier lui présente des gays célèbres morts et Freddie Mercury fait un show à Andy qui pense l’être pour de bon, se présentant officiellement en classe ainsi. Demandant conseil à Matt, ce dernier lui dit qu’il a déjà un petit ami en Nick.
Jessie regrette de ne plus être amie avec Nick mais elle manque de courage pour lui parler pendant qu’ Andy essaye de savoir si Nick est gay ou pas. Il apprend de son côté par Duke qu’ Andy pense être gay. Voulant en savoir plus, Nick lui parle et Andy admet qu’il ne sait être gay ou pas et commence à se plaindre. Nick l’embrasse par surprise sur la bouche et Andy, qui n’a rien ressenti, comprend qu’il n’est pas gay.

### Épisode 4:Soirée pyjama
Dans une cave, Andrew et Nick se battent jusqu’au sang pour décrocher le droit de regarder un film porno. Quelques heures auparavant, Jay les a invité à une soirée Pyjama, jurant que ses frères ainés ne seraient pas là.
Jessie est en colère de voir qu’elle n’est pas invitée à la soirée, aussi organise-t-elle sa propre soirée avec Devin et Lola, les filles les plus populaires de l’école qu’elle n’apprécie pas sincèrement. Elle invite aussi Missy malgré le désaccord de Connie.
Andrew et Nick arrivent chez Jay mais la soirée ne se passe pas comme prévu, ses deux frères ainés étant finalement là. Chez Jessie, Missy boit un coca alors que le sucre lui est formellement interdit, étant sujette à une hyperactivité chronique.
Jay présente à ses amis son oreiller spécial qu’il utilise pour se masturber. Jessie a droit à un cours de maquillage et elle est admirative du résultat final, ce qui rend Lola jalouse car cette dernière est très possessive et veut garder l’amitié de Devin pour elle seule. Missy fait un bad trip, chargée en sucre, et elle commence à ruiner la soirée. Devin fait mine d’accepter de la maquiller aussi mais elle en fait un laideron pour se moquer d’elle. Connie pousse Jessie à se mettre du côté de Devin pour bénéficier de sa popularité en classe.
Chez Jay, Kurt et Val, ses frères ainés, proposent aux garçons de regarder « Italian Stallion », le porno mythique que Stallone a tourné dans sa jeunesse. Pour cela, les garçons doivent prouver leur virilité par un combat. Andy et Nick tentent de truquer le combat pour ne pas se faire mal et voir le porno facilement. Nick touche Andy par hasard et le vrai combat commence.
Devin profite de l’état de Missy pour lui faire embrasser son chien pour diffuser la vidéo sur le net par la suite. Kurt et Val ont eux décidé de jouer un tour aux garçons : ils vont diffuser le film de Stallone mais le quatuor doit se masturber et jouir sur un biscuit apéritif, le dernier à jouir devant le manger. Sachant que Nick n’est pas équipé pour et qu’il va perdre de toutes façons, Andy mange le biscuit et les garçons tentent de s’enfuir de la maison.
Jessie se bat contre Lola pour l’empêcher de poster les photos de Missy sur le net et elle arrive à effacer les photos. Devin finit par craquer, ne supportant plus la pression induite par le fait de devoir rester en haut du classement de la popularité. Andy et Nick arrivent à fuir mais Andrew a perdu son oreiller fétiche et ne veut pas le laisser sur place sachant que Jay l’utilisera pour se masturber dedans. 

### Épisode 5:Les filles aussi
Profitant de ce que ses parents passent la soirée à regarder Jeopardy!, Andrew passe un bon moment en solitaire dans sa chambre avec Maurice qui lui enseigne que tout ce qui l’entoure peut avoir une connotation sexuelle.
Avant une nouvelle journée d’école, Connie critique les soutien-gorge de Jessie qu’elle trouve très peu attractifs.
Nick et ses amis doivent rendre un devoir sur un personnage de fiction qui les a inspiré. Missy fait découvrir à Jessie un livre érotique très populaire qui l’a énormément inspirée. Dubitative au départ, Jessie trouve finalement le livre et le personnage masculin très envoutants.
Au restaurant, le père d’Andrew s’obstine à manger un plat dont il sait qu’il lui provoquera de gros troubles digestifs, mais sa passion pour les scallops est trop forte pour qu’il écoute sa femme. La mère de Nick insiste pour que son amie lise le même livre qui a selon elle une charge érotique très prononcée.
Jessie aime le livre de plus en plus mais cela lui fait détester ses soutien-gorge, réalisant la charge de séduction qu’elle pourrait avoir en plus et elle convainc sa mère de lui permettre d’en changer. Cette dernière doute de la pertinence de prendre un modèle très chargé en symbole érotique, estimant sa fille trop jeune pour cela mais elle finit par céder.
Nick a commencé à lire le livre aussi et semble comprendre plus de choses au sujet de la sexualité féminine, ce qui le ravit. Jessie fait une entrée fracassante avec son nouveau soutient-gorge, mais son plaisir fait face à de l’embrassement quand elle réalise que sa mère avait raison et qu’elle est trop jeune pour faire tourner les têtes des garçons et attiser la haine des autres filles, au grand dam de Connie. De son côté, Jay déduit du soutien-gorge de Jessie qu’elle est d’accord pour qu’elle se fasse toucher les seins.
La tension s’accroit entre les parents d’Andrew, sa mère voulant plus d’affection de la part de son mari mais ce dernier passe son temps à manger des scallops, ce qui n’arrange pas son transit intestinal.
Jay tente sa chance mais Jessie l’étrangle à moitié pour lui faire comprendre qu’elle n’est pas intéressée. Nick commence à comprendre que ce n’est pas forcément le sexe qui ravit les femmes, mais l’érotisme bâti autour de l’interdit.
Jessie essaye de comprendre la force du soutien-gorge. Connie essaye de la pousser à moins tenir compte de l’avis des autres pour affirmer sa personnalité, l’incitant à regarder son propre sexe pour mieux comprendre son corps féminin. Après une longue conversation avec son propre vagin, ce dernier l’incite à se masturber plus pour compléter sa connaissance de son propre désir.

### Épisode 6:La capote et l’oreiller
Jay se fait encore un plaisir solitaire dans son oreiller comme a son habitude. Mais cette fois, l’oreiller lui annonce que faute d’avoir usé de capotes, elle est enceinte.
Andrew est content d’intégrer le club de jazz malgré son manque de talent à la clarinette, mais faute d’autre candidats, Missy et ses amis le font entrer dans l’orchestre quand même. Il est flatté quand Nick l’invite à aller à New York avec lui pour rencontrer une amie de Nick rencontrée au camp scout, mais il veut décliner l’invitation. Nick le convainc de venir tout de même avec l’aide de Duke. Pour sécher les cours tranquillement, ils fabriquent de fausses autorisations parentales qu’ils font contre-signer par Steve et laissent leurs portables à Jessie qui doit préparer sa bat-mitzvah.
Jay apprend que son oreiller a 40 ans et qu’il vient de la maison de ses grands-parents. L’oreiller lui a cru que Jay avait 40 ans aussi lors de leurs ébats mais elle décide de garder le coussin quand même au grand dam de Jay.
A New York, Andrew embarrasse Nick en confondant les parents de son amie avec des amis de son âge. Nick réalise lui lentement les grandes différences sociales, culturelles et financières qui existent avec son amie. Il accepte de venir avec elle en hélicoptère assister à une performance artistique de sa mère mais Andrew a la phobie des vols. Nick veut rejoindre son amie par la route mais son ami perd son chapeau arraché par le vent et ils partent à sa poursuite.
Jay doute toujours de la pertinence d’avoir un coussin avec son oreiller mais il change d’avis en le sentant bouger pour la première fois. Il veut épouser son oreiller mais cette dernière refuse l’offre en raison de son jeune âge.
Nick et Andrew cherchent le chapeau de ce dernier dans les rues de New York et tombent par accident sur la mère de Jessie qui embrasse une autre femme. Cette dernière implore les garçons de ne rien dire à sa fille mais ces derniers hésitent sur la conduite à tenir, ne voulant pas trahir leur amie. Les garçons se font alors voler leur argent et réalisent qu’ils sont perdus dans New York. Ils retrouvent par hasard Steve qui faisait une sortie en ville aussi et ce dernier les reconduit chez eux sans que leurs parents ne sachent rien.
Chez Jay, son oreiller accouche de son petit coussin et Jay réalise à sa casquette qu’il est en réalité le fils de Kurt, son frère ainé. Jay se rappelle alors avoir laissé son oreiller libre de se faire utiliser par qui elle voulait.
Sur le chemin du retour, Andrew estime que Jessie devrait connaitre la vérité. Nick est d’accord sur le fond mais redoute les conséquences imprévues. Leur absence ayant été remarquée en fin de compte, les garçons sont punis, Nick étant privé de Netflix pour 6 semaines.
Jay constate lui avec dépit que son oreiller a décidé de partir avec son coussin, estimant en fin de compte qu’il n’a pas à élever un enfant qui n’est pas le sien. Jay se console avec le tapis de salle de bain crasseux.

### Épisode 7:Requiem pour un rêve érotique
Maurice raconte à Andrew comment la vie est apparue sur Terre, quand un Alien géant a eu un rapport sexuel avec un volcan. Andrew doute de la pertinence de l’information…
La saison de l’exposition scientifique est arrivée mais pour des raisons budgétaires, les groupes de deux sont supprimés pour laisser la place à des trios. Nick et Andrew ne veulent pas de Jessie car ils se savent incapable de garder le secret sur sa mère plus longtemps. Matt accepte de prendre Jessie dans son équipe et suggère Jay pour compléter le trio. Malgré ses doutes, Andrew accepte d’avoir Missy pour compléter son groupe.
Dans sa volonté de se faire des amis, Steve accepte d’aider la professeur de sciences pour l’exposition. Cette dernière veut aussi en profiter pour lui apprendre enfin à lire. 
Malgré ses efforts, Nick ne peut pas imposer son projet et le groupe va travailler sur le super volcan de Yellowstone. Jay veut travailler sur un projet de téléportation. Matt accepte car cela va lui permettre de travailler sur le vrai projet : les magiciens ratés. Jessie est d’accord malgré ses doutes.
Nick se rend compte qu’ Andrew a des sentiments pour Missy et pousse son ami à lui demander de sortir avec elle. Estimant qu’il n’aura sans doute pas autant de chances à l’avenir, Andrew demande à Missy et cette dernière accepte.
La prof de sciences se rend compte que le niveau de Steve ne dépasse pas celui de la maternelle, ce qui complique sa tâche. Missy Invite Andrew à sortir au musée avec ses parents. Andrew sent qu’il a un problème : il ne peut pas se toucher en pensant à Missy sans se sentir coupable ni en pensant à quelqu’un d’autre car il a l’impression de la tromper. Andy décide de renoncer à la masturbation pour régler son problème au grand dam de Maurice. Pour éviter sa présence, Andy fait venir Garisson Keillor, l’homme ayant le moins de charisme sexuel possible pour neutraliser son Hormon Monster.
Jay finit par comprendre les vraies visées de Matt et Jessie et se met en colère. Nick se plaint auprès de Duke que Missy et Andrew passent désormais tout leur temps ensemble. Andrew et Missy sont sur le point de s’embrasser mais une secousse les en empêchent. 
Steve est content de devenir juge honoraire pour l’exposition scolaire et demande la prof de sciences en mariage mais cette dernière rejette sa demande. Steve est toutefois heureux de la voir accepter d’être son amie.
Alors que Andy approche des cent heures sans s’être touché, Maurice estime de son devoir de s’excuser d’avoir décapité Garrison et d’avoir utilisé sa tête comme d’un sex-toy.
Jay présente son propre projet en réaction au projet de Matt et Jessie qui se sont focalisés sur le manque de vie sociale des magiciens. Andy est de plus en plus excité et trouve chaque geste ou parole de Missy avoir une connotation sexuelle
Au dernier moment, Jessie convainc Matt d’aider Jay dans son projet et ce dernier accepte pour ne pas avoir son suicide sur la conscience. La teleportation de Jay fonctionne, au grand dam de Matt qui ne comprend pas ce qui se passe. Alors que Missy présente son projet, une violente secousse sismique détruit le collège et Andy est englouti dans une mer de lave.

### Épisode 8:Le Pousseur de tête
Nick est forcé d’assister à une pièce de théâtre scientologiste car la secte a payé les réparations de l’auditorium. S’ennuyant, il écrit à Andy qui est invité par les parents de Missy à une partie de trivial pursuit. Andy apprend que sa sœur va profiter de l’absence de ses parents pour donner une fête clandestine pendant que Nick devra aller chez Andrew. Mais comme Andy est occupé, Leah n’a pas d’autre choix que de le laisser venir.
La soirée commence et Leah admet avoir un faible pour Daniel, un acteur de la troupe locale. Nick lui est tombé amoureux de Talullah qui ne lui est pas indifférente. Andy refuse de venir mais Missy le pousse à faire de nouvelles expériences, mentant à ses parents pour venir aussi.
Jay s’incruste en amenant une caisse de boisson alcoolisée destinée aux enfants et saisies par la justice. Jessie se fait inviter aussi quand l’ambiance à la maison dégénère en raison des difficultés de couple que vivent ses parents. Nick commence lui à se saouler pour trouver le courage de parler à Talullah. Son frère ainé Jud l’informe qu’elle a la réputation de faire facilement des fellations et l’incite à en profiter. Nick est d’accord à l’idée mais il se pense avoir un sexe trop petit pour vraiment en profiter. Duke et ses amis qui font leur propre soirée l’incitent à ne pas reculer.
Missy pousse Andrew à s’enfermer avec elle dans un placard de la chambre de Leah. Maurice pousse Andy à accepter. Connie sort de l’ombre et s’occupe de Maurice de son côté. Nick embrasse Talullah mais cette dernière explose de colère en apprenant la réputation qu’elle traine.
Missy et Andy s’embrassent mais Andy se retire avant de jouir. Missy s’est laissé emporter et s’est frottée contre l’entrejambe de son ami. Ils sont retenus dans le placard par l’arrivée de Leah et Daniel qui s’embrassent tendrement. La situation dégénère quand Daniel essaye de forcer Leah à lui faire une fellation. Jessie est triste de voir son père fumer de plus en plus de marijuana. Nick gaffe en révélant que sa mère a une liaison avec une autre femme. Jessie est autant furieuse d’apprendre cela que de savoir que Nick n’a rien dit pendant deux semaines.
Jessie va se saouler avec Jay et ils finissent par s’embrasser avant que Jessie ne dise à Jay que c’était juste l’histoire d’un soir. Leah profite d’un concours de mime pour dénoncer les actes de Daniel. Talullah comprend que c’est Daniel qui a créé sa sale réputation et ce dernier ne nie pas. Nick vomit abondamment dans son béret avant de laisser Leah le lui remettre de force sur sa tête.

### Épisode 9:La Bat Mitzvah de Jessi
Jay participe au tournage de la nouvelle publicité de son père dans laquelle ce dernier ne cache pas son aversion pour les magiciens et son affection pour les grenades dégoupillées par surprise…
De retour chez eux, les parents de Nick punissent Leah et Jud pour avoir organisé une fête en leur absence. Nick n’est pas puni malgré sa complicité car il doit accompagner sa mère à la bat-mitsva de Jessie malgré ses protestations.
Les parents de Missy exigent de leur fille qu’elle cesse de voir Andrew car ils savent qu’elle leur a menti pour sortir en cachette avec son ami. Shannon est furieuse d’apprendre que les amis de son mari qui avaient accepté de jouer pour la fête de leur fille lui posent un lapin à la dernière minute. Jessie est en colère de voir sa mère être aussi hypocrite. Nick en a assez de se voir traité comme un petit enfant et refuse de laisser sa mère le border comme un bébé, ce qui attriste sa mère.
A la bat-mitzva, Andrew convainc Missy de se voir en secret. Jessie se rend compte que la chanteuse engagée est la femme avec qui Shannon trompe son mari. La fête se passe bien et le père d’ Andy résiste même à la tentation de manger des scallops. Jay se rapproche de plus en plus de la mère de Nick qu’il voudrait avoir comme vraie maman. Andy déclare sa flamme à Missy mais cette dernière vomi, victime du stress. Jessie est de plus en plus mal à l’aise en pensant à la lente rupture vécue par ses parents.
Elle finit par craquer et par dire à sa mère qu’elle sait tout. Shannon admet tromper un mari dont elle ne sait plus si elle a encore des sentiments pour lui. Ce dernier a tout entendu par accident.

### Épisode 10:Les Aventuriers du pornivers
Andy est toujours déprimé et Nick répare son vieux magnétoscope pour enfin visionner le porno de Stallone. Andy s’en fiche mais rapidement il est intéressé par le contenu du film.
Les enfants participent à une sortie scolaire au poste de police. Nick a son premier bouton d’acné et s’en félicite. Missy veut continuer à être l’amie d’ Andy mais ce dernier est encore trop affecté par sa rupture. Jessie et Jay se voient et s’embrassent en cachette des autres. Andy donne son ADN pour les besoins d’une expérience pendant que les policiers se disputent au sujet du nom à donner à un tueur en série qui sévit dans la région. Les policiers se rendent compte que Steve a beaucoup de points communs avec l’affaire en cours et le retiennent pour l’interroger.
Jay aime bien embrasser Jessie mais il aimerait plus pour ne plus se sentir seule. Jessie lui accord un rencard pour le faire arrêter de se plaindre. Andy pense à regarder plus de pornos pour oublier sa peine quand Nick lui demande s’il peut bénéficier des services de son Hormon Monster maintenant qu’il a un bouton d’acné juvénile. Mais Maurice rejette sa candidature à la puberté ne le jugeant pas assez mûr encore.
Andrew va sur le Net pour trouver du porno et en devient rapidement accro, le plaisir lui faisant oublier sa peine pour Missy. Avant de parti à l’école, Andy va jeter ses vêtements tachés de sperme dans la poubelle de la synagogue, ignorant qu’un cadavre s’y trouve et polluant le site avec son sperme.
En cours, Andy s’endors, mort de fatigue et commence à halluciner en voyant sa prof sexy vouloir le punir toute nue. Sorti de sa colle, Andy ignore Nick pour retourner se masturber mais il explose de colère en voyant que le wifi est hors service. Jessie participe à un pique-nique avec Jay alors que son père a engagé le père de ce dernier pour son divorce. Jessie est la cible du tueur en série mais ce dernier change de cible quand elle change de coiffure.
Andy investi la salle de bain de Nick pour son wifi et commence à acheter des objets sur Amazon pour payer le service de livecam avec des prostituées auquel il devient accro. Même Maurice sens que quelque chose ne va pas. Duke n’est pas loin de la vérité quand il estime Andy drogué.
Andy finit par disparaitre, avalé par son ordinateur portable et précipité dans le monde infini du porno du Net. Maurice demande l’aide de Nick pour le ramener avant qu’il ne puisse plus avoir de relations autre que pornographique avec quiconque dans la vraie vie.
Jay et Jessie trouvent une des victimes du tueur en série, ce qui innocente Steve aux yeux de la police. Nick et Maurice rencontrent le Stallone du film porno et apprennent qu’ Andy est considéré comme un dieu du Sexe à cause de son addiction. Maurice espère que Nick saura ramener Andy à la raison. Il refuse de partir et de souffrir à nouveau à cause de ses sentiments pour Missy. Nick menace de rester et de devenir une bête de sexe pour ne pas laisser Andy seul. Ce dernier sait que le garçon n’est pas prêt et il refuse de le voir souffrir d’un trop plein de pornographie. Maurice reste en arrière pour ralentir les pervers. Les garçons arrivent à s’échapper à la dernière seconde. 
Ne sachant pas quels sont ses sentiments pour Jay, Jessie décide d’en savoir plus et de fuguer en sa compagnie. Nick est heureux d’avoir enfin ses premiers poils pubiens mais il déchante en voyant Rick, le Hormon monter de Steve, devenir son Hormon monster attitré. Andy détruit la vidéo de Stallone et se fait arrêter par la police, suspecté d’être le tueur en série à cause de tout le sperme qui couvrait la dernière victime.
Enfermé en prison, Andy est heureux d’apprendre que le tueur a été identifié par la vidéo-surveillance. Mais le passage ou il jette ses vêtements tachés de sperme a aussi été enregistré et est devenu une vidéo virale sur le Net.